# Weź nie pytaj
Weź nie pytaj – pierwszy singel polskiego piosenkarza Pawła Domagały z jego drugiego albumu studyjnego, zatytułowanego 1984. Singel został wydany 16 czerwca 2018.
Piosenka została laureatem nagrody polskiego przemysłu fonograficznego Fryderyka w kategorii „przebój roku”.
Kompozycja znalazła się na 1. miejscu listy AirPlay – Top, najczęściej odtwarzanych utworów w polskich rozgłośniach radiowych. Nagranie uzyskało w Polsce certyfikat potrójnie diamentowego singla, przekraczając liczbę 300 tysięcy sprzedanych kopii.

## Geneza utworu i historia wydania
Piosenka została napisana i skomponowana przez Pawła Domagałę oraz Łukasza Borowieckiego, który odpowiada również za produkcję utworu.
Singel ukazał się w formacie digital download 16 czerwca 2018 w Polsce za pośrednictwem wytwórni płytowej Domagała & Borowiecki w dystrybucji Mystic Production. Piosenka została umieszczona na drugim albumie studyjnym Pawła Domagały – 1984.
W marcu 2019 singel uzyskał nominację do nagrody polskiego przemysłu fonograficznego Fryderyka w kategorii :„przebój roku”. Ostatecznie piosenka została lauretem tejże nagrody.

## „Weź nie pytaj” w stacjach radiowych
Nagranie było notowane na 1. miejscu w zestawieniu AirPlay – Top, najczęściej odtwarzanych utworów w polskich rozgłośniach radiowych.

## Teledysk
Do utworu powstał teledysk w reżyserii Pawła Łukomskiego, który udostępniono w dniu premiery singla za pośrednictwem serwisu YouTube.
Wideo znalazło się na 1. miejscu na liście najczęściej odtwarzanych teledysków przez telewizyjne stacje muzyczne.

## Lista utworów
- Digital download[4]

1. „Weź nie pytaj” – 4:22

## Notowania

### Pozycje na listach airplay
| Kraj   | Lista (2018)      | Najwyższa pozycja |
| ------ | ----------------- | ----------------- |
| Polska | AirPlay – Top     | 1                 |
| Polska | AirPlay – Nowości | 1                 |
| Polska | AirPlay – TV      | 1                 |

## Wyróżnienia
| Rok  | Konkurs        | Kategoria    | Rezultat |
| ---- | -------------- | ------------ | -------- |
| 2019 | Fryderyki 2019 | Przebój roku | Wygrana  |